# Gliceryna
Gliceryna, glicerol, propano-1,2,3-triol (łac. glycerolum) – organiczny związek chemiczny z grupy cukroli; najprostszy trwały alkohol trójwodorotlenowy (triol).

## Właściwości
W warunkach normalnych jest syropowatą cieczą, tłustą w dotyku, bezbarwną lub prawie bezbarwną, przezroczystą, bardzo higroskopijną. Z wodą miesza się bez ograniczeń. Jest silnie hydrofilowa – w skali mieszalności rozpuszczalników organicznych (1–31) stanowi wzorzec najwyższej hydrofilowości o wartości 1 (wzorcem najwyższej lipofilowości o wartości 31 jest wazelina).
Głównym źródłem gliceryny w przemyśle są tłuszcze roślinne i tłuszcze zwierzęce, które w reakcji z roztworami zasad ulegają hydrolizie do gliceryny i mydeł. Także reakcja transestryfikacji, wykorzystywana do produkcji biodiesla, dostarcza dużych jej ilości jako produktu ubocznego. Gliceryna znajduje się też w niektórych owocach i warzywach.
Glicerol odgrywa ważną rolę w fizjologii zwierząt np. u owadów ze względu na obniżanie punktu zamarzania i przechłodzenia ich płynów ustrojowych. Pozwala więc zwiększyć tolerancję na zamarzanie, czyli odporność na powstawanie lodu w organizmie i przebywanie w zimnym klimacie. Dzięki niemu galasówka wierzbowa może przetrwać na Alasce w temperaturze –60 °C. Chroni też plemniki ssaków przed zamrożeniem, dlatego stosuje się go w przechowywaniu ludzkiej lub byczej spermy.

## Zastosowanie
Gliceryna jest stosowana przy produkcji kremów, pomadek i innych produktów kosmetycznych. Stanowi ważny surowiec do syntezy wielu związków chemicznych, m.in. niektórych gatunków mydeł. Oprócz zdolności do homogenizowania składników produktów kosmetycznych ma też własności nawilżające skórę. Prócz tego gliceryny używa się do produkcji materiałów wybuchowych (w procesie estryfikacji powstaje triazotan glicerolu), a także w garbarstwie (wysusza skórę dzięki silnym właściwościom higroskopijnym).
Inne zastosowania:
- w przemyśle farmaceutycznym, spożywczym i skórzanym
- wykorzystywana jest do produkcji: barwników, płynów hamulcowych i chłodniczych
- gliceryna znalazła zastosowanie jako dodatek do melasy przy paleniu shishy (fajki wodnej) oraz do słodzenia likierów[potrzebny przypis], a także jako składnik płynów do napełniania e-papierosów.